# Norbert Pflippen
Norbert Pflippen (* 7. Januar 1947 in Wegberg; † 6. August 2011 in Düsseldorf) war ein deutscher Sportmanager, insbesondere war er als Spielerberater und -vermittler für Spieler der Bundesliga tätig.

## Leben
Als Mitarbeiter des Mönchengladbacher Straßenverkehrsamts lernte Pflippen zu Beginn der 1970er Jahre Günter Netzer kennen. Für Netzer, neben seiner Tätigkeit als Fußballspieler auch Betreiber einer Diskothek, habe er als Behördenmitarbeiter eigener Aussage nach „ein paar Probleme mit seiner Fahrlizenz behoben und dafür gesorgt, dass die Sperrstunde ausgedehnt wurde“, so Pflippen. Netzer wurde sein erster Klient, allerdings wurde die Zusammenarbeit nicht vertraglich festgehalten.
Pflippen wurde hauptberuflich als Sportmanager, Spielerberater und -vermittler tätig und baute gemeinsam mit seiner Ehefrau Ans die Agentur „ans sport“ auf. Er zählte deutsche Nationalspieler wie Lothar Matthäus, Berti Vogts, Oliver Kahn, Matthias Sammer, Stefan Effenberg, Sebastian Deisler, Lukas Podolski, Lars Ricken, Torsten Frings oder David Odonkor zu seinen Kunden. Außerhalb des Fußballs gehörten Box-Weltmeister Henry Maske, Springreiter Ludger Beerbaum oder die Hockeyspielerin Britta Becker zu seinen Klienten. Im Laufe seines beruflichen Wirkens betreute Pflippen auch Fotomodelle.
Laut Die Tageszeitung habe 
Pflippen „seinen Klienten den väterlichen Freund“ gegeben, über „gute Medienkontakte“ den Ruf seiner Sportler gesteigert und sei für flotte Sprüche bekannt gewesen. Die ehemaligen Geschäftspartner Pflippens, Gerd vom Bruch, Kon Schramm und Jörg Neblung wurden nach der Beendigung der Zusammenarbeit jeweils seine beruflichen Konkurrenten.
Er verstarb am 6. August 2011 in der Düsseldorfer Uniklinik an den Folgen eines Krebsleidens.
Pflippen wurde am 11. August 2011 in Mönchengladbach beigesetzt.

## Aussagen
- „Kahn ist einer der wenigen Torhüter, die Dow Jones von Tom Jones unterscheiden können.“
- „Ich bin für meine Spieler das Mädchen für alles, nur schlafen können sie mit mir nicht.“
- „Ich berate am liebsten Frauen. Die haben zwei Vorteile: Sie wissen, was Geld ist, und können auch keine Spielerfrauen heiraten.“
- „Ich kenne 16-Jährige, die reden nur über Netto. Die Papas halten sich für Vater Graf.“[2]
- „Dem Netzer wurden die Frauen angedichtet, die der Berti hatte.“[8]